# لوری اندیکات
لوری اندیکات (انگلیسی: Lori Endicott؛ زادهٔ august ۱, ۱۹۶۷ (۵۷ سال)) بازیکن والیبال اهل ایالات متحده آمریکا است.